# Sari Chabab Djil Aïn Defla
Maillots
Actualités
Dernière mise à jour : 4 juin 2020.
Le Sari Chabab Djil Aïn Defla (en arabe : سريع شباب جيل عيد الدفلى), plus couramment abrégé en SC Aïn Defla et également connu sous le nom de Djil Aïn Defla, est un club algérien de football fondé en 1934 et basé dans la ville de Aïn Defla.

## Histoire
Le Sari Chabab Djil Aïn Defla évoluait en Division National Amateur - Groupe Ouest. Lors de la saison 2019-2020; il termine 5e au classement final du Groupe Ouest et accède pour la première fois en Deuxième division pour la saison 2020-2021. 
Le club connaît d'importantes difficultés financières qui compromettent sa saison,. Malgré ces difficultés le club réussit à se maintenir in extremis et continuer son aventure en Ligue 2 algérienne pour une deuxième saison de suite.

## Parcours

### Parcours du SCAD en coupe d'Algérie
| Saison  | Tour          | Matchs          | Résultats |
| ------- | ------------- | --------------- | --------- |
| 1962-63 | ?             | ?               | ?         |
| 1963-64 | ?             | ?               | ?         |
| 1964-65 | ?             | ?               | ?         |
| 1965-66 | ?             | ?               | ?         |
| 1966-67 | ?             | ?               | ?         |
| 1967-68 | ?             | ?               | ?         |
| 1968-69 | ?             | ?               | ?         |
| 1969-70 | ?             | ?               | ?         |
| 1970-71 | ?             | ?               | ?         |
| 1971-72 | ?             | ?               | ?         |
| 1972-73 | ?             | ?               | ?         |
| 1973-74 | ?             | ?               | ?         |
| 1974-75 | ?             | ?               | ?         |
| 1975-76 | ?             | ?               | ?         |
| 1976-77 | ?             | ?               | ?         |
| 1977-78 | ?             | ?               | ?         |
| 1978-79 | ?             | ?               | ?         |
| 1979-80 | ?             | ?               | ?         |
| 1980-81 | ?             | ?               | ?         |
| 1981-82 | ?             | ?               | ?         |
| 1982-83 | ?             | ?               | ?         |
| 1983-84 | ?             | ?               | ?         |
| 1984-85 | ?             | ?               | ?         |
| 1985-86 | ?             | ?               | ?         |
| 1986-87 | ?             | ?               | ?         |
| 1987-88 | ?             | ?               | ?         |
| 1988-89 | ?             | ?               | ?         |
| 1989-90 | N.J           | N.J             | N.J       |
| 1990-91 | ?             | ?               | ?         |
| 1991-92 | ?             | ?               | ?         |
| 1992-93 | N.J           | N.J             | N.J       |
| 1993-94 | ?             | ?               | ?         |
| 1994-95 | ?             | ?               | ?         |
| 1995-96 | ?             | ?               | ?         |
| 1996-97 | ?             | ?               | ?         |
| 1997-98 | ?             | ?               | ?         |
| 1998-99 | ?             | ?               | ?         |
| 1999-00 | ?             | ?               | ?         |
| 2000-01 | ?             | ?               | ?         |
| 2001-02 | ?             | ?               | ?         |
| 2002-03 | ?             | ?               | ?         |
| 2003-04 | 1/64 finale   | RCB Oued R'hiou | ?         |
| 2004-05 | ?             | ?               | ?         |
| 2005-06 | 1/32 finale   | CR Belouizdad   | 4-0       |
| 2006-07 | 1/64 finale   | ES Berrouaghia  | 2-0       |
| 2007-08 | 1/16 finale   | WA Tlemcen      | 2-1       |
| 2008-09 | 1/32 finale   | ESM Kolea       | 3-0       |
| 2009-10 | 1/32 finale   | CR Belouizdad   | 2-1       |
| 2010-11 | ?             | ?               | ?         |
| 2011-12 | 1/64 finale   | WA Boufarik     | 1-0       |
| 2012-13 | 1/64 finale   | CRB Boukadir    | ?         |
| 2013-14 | ?             | ?               | ?         |
| 2014-15 | Avant dernier | O Médéa         | ?         |
| 2015-16 | 1/32 finale   | ASB Maghnia     | 1-0       |
| 2016-17 | ?             | ?               | ?         |
| 2017-18 | Avant dernier | USMM Hadjout    | ?         |
| 2018-19 | Avant dernier | IRB Boumedfaa   | ?         |
| 2019-20 | 1/64 finale   | WA Boufarik     | 2-1       |
| 2020-21 | N.J           | N.J             | N.J       |

## Identité du club

### Logo et couleurs
Depuis la fondation du Sari Chabab Djil Aïn Defla en 1934, ses couleurs sont le Noir et le Blanc.

Ancien logo.
Logo actuel.

## Structures du club

### Infrastructures
Le Sari Chabab Djil Aïn Defla joue ses matches à domicile dans le Stade Abdelkader Khellal.